# Леонид Агутин
Леонид Николајевич Агутин (рус. Леонид Николаевич Агутин; Москва, 16. јул 1968) руски је певач, композитор, текстописац, музичар и аранжер. Заслужни уметник Руске Федерације (2008).